# لیبیا (اسطوره)
لیبیا، در اسطوره‌شناسی یونانی و رومی، دختر اپافوس، شاه مصر است. او نام خود را بر سرزمینی در شمال آفریقا نهاد که امروزه شامل کشور لیبی می‌شود.

## اسطوره‌شناسی یونانی
در اساطیر یونانی، لیبیا، همانند اتیوپیا و سرزمین سکاها، یکی از سرزمین‌های اساطیری خارج از دنیای هلنیستی است که یونان و همسایگان خارجی آن را محصور کرده بودند.
به عنوان یک شخصیت، لیبیا دختر اپافوس (شاه مصر و پسر زئوس و یو) و ممفیس بود. لیبیا توسط پوزئیدون مورد تجاوز قرار گرفت و از این طریق صاحب دو پسر دوقلو به نام‌های بلوس و آگنور شد. برخی منابع به پسر سوّمی به نام لِلِکس نیز اشاره کرده‌اند.

## اسطوره‌شناسی رومی
در اساطیر رومی، لیبیا دختر اپافوس، شاه مصر، و همسرش کاسیوپیا بود. او با نپتون، یک خارجی بسیار قدرتمند که نام واقعی‌اش ناشناخته است، ازدواج کرد. لیبیا و نپتون پسری به نام ابوصیر داشتند که حکمران خونخوار و بیرحم مصر علیا شد.
لیبی باستان، سرزمینی که لیبیا در زمان حیات بر آن حکومت می‌کرد، و نیز کشور کنونی لیبی به افتخار او نامیده شده‌اند.